# 内线 (电视剧)
《内线》是著名导演尤小刚担纲出品人的一部电视剧。2010年9月23日在山东卫视首播。中北电视艺术中心作品。

## 主创
- 出品人、总监制：尤小刚
- 导演、制片人：陶玲玲
- 编剧：徐萌

## 演员
- 孙 淳 饰 陈怀远
- 钟汉良 饰 梁冬哥
- 孙菲菲 饰 楚香雪
- 樊志起 饰 张弛
- 蔡雯艳 饰 李曼娥
- 鲍大志 饰 楚立言
- 李  岚 饰 王玉玲
- 张大礼 饰 张而已
- 杜雨露 饰 万荣举
- 徐  箭 饰 姜志方
- 郑天庸 饰 叶老爹
- 段钧豪 饰 陈怀秋
- 阎  沛 饰 罗克文
- 狄剑青 饰 林牧云
- 宋  军 饰 陈胜
- 周敬峰 饰 李文
- 威  力 饰 周祥林
- 叶祖新 饰 苏子童
- 董  兵 饰 小路
- 康恒涛 饰 小马
- 钟  林 饰 老柑

## 链接
- 新浪网《内线》 （页面存档备份，存于）
- 搜狐网《内线》 （页面存档备份，存于）